# RINEX
RINEX (Receiver Independent Exchange Format Version) és un format d'arxiu desenvolupat per l'Institut Astronòmic de la Universitat de Berna amb la finalitat de facilitar l'intercanvi de dades entre receptors GPS durant la posada en marxa de la constel·lació GPS.